# الفحص الشامل لعلاج مرضى الإدمان
الفحص الشامل لعلاج مرضى الإدمان هو نظام يكمن في الفحص الشامل مع التدخل السريع لإحالة المرضى للمتخصصين (SBIRT) ووضع خطة علاجية في أنه الطريقة المُثلى للتحفيز على إجراء الاختبارات الدورية للكشف عن الصحة العقلية وتعاطي العقاقير المخدرة كنوع من الوقاية والحفاظ على الصحة العامة.

## معلومات اساسية
يتوافق نظام الفحص الشامل والتدخل السريع لإحالة المرضى للعلاج على أيدي متخصصين مع معايير الصحة العامة التي تهدف إلى توفير خدمات التدخل السريع والعلاج المبكر للأفراد المعرضين لخطر الإصابة بأي اضطرابات مرتبطة بتعاطي المخدرات، وكذلك لأولئك الذين تحت وطأة هذه الاضطرابات الصحية. لذا يعتبر الاستخدام غير المبرر للكحوليات والمخدرات من أهم المشكلات التي تؤثر على الصحة العامة وتؤدى إلى وفاة ثلاثة ملايين شخص سنويًا على مستوى العالم «كما ورد عن منظمة الصحة العالمية WHO».
تُظهر الأبحاث أن تأثير نظام الفحص الشامل يكون أكثر فاعلية على المرضى المتعاطين للعقاقير المخدرة والكحوليات بطريقة غير سليمة عن المدمنين للكحوليات والمخدرات وتفاقم الاضطرابات الصحية المصاحبة لإدمانهما؛ وبالتالي يكمن الهدف الرئيسي لهذا الفحص الشامل في تقليل المخاطر المجتمعية الناتجة عن إدمان المخدرات والاضطرابات الصحية المصاحبة لها والتي لا تحمد عاقبتها.
وقد تم تطوير نموذج الفحص الشامل من قبل الاكاديمية الحكومية للطب بناء على توصيات من المجتمعات المعنية بإجراء الفحص الشامل وتجنب مخاطر السلوك الغير سوى لإدمان المخدرات وتأثيره على الصحة.